# Куекша
Куе́кша (Ку́скша) — река в России, протекает в Заволжском районе Ивановской области и Островском районе Костромской. Устье реки находится в 9,6 км по правому берегу реки Сендеги. Длина реки составляет 34 км, площадь водосборного бассейна — 154 км².

## Данные водного реестра
По данным государственного водного реестра России относится к Верхневолжскому бассейновому округу, водохозяйственный участок реки — Волга от города Кострома до Горьковского гидроузла (Горьковское водохранилище), без реки Унжа, речной подбассейн реки — Волга ниже Рыбинского водохранилища до впадения Оки. Речной бассейн реки — (Верхняя) Волга до Куйбышевского водохранилища (без бассейна Оки).
Код объекта в государственном водном реестре — 08010300412110000013759.